# Marpissa lineata
Marpissa lineata är en spindelart som först beskrevs av Carl Ludwig Koch 1846.  Marpissa lineata ingår i släktet Marpissa och familjen hoppspindlar. Inga underarter finns listade i Catalogue of Life.